# Nacoleia satsumalis
Nacoleia satsumalis is een vlinder uit de familie van de grasmotten (Crambidae), uit de onderfamilie van de Spilomelinae. De wetenschappelijke naam van deze soort is voor het eerst gepubliceerd in 1901 door Richard South.
De spanwijdte bedraagt 16 millimeter.
De soort komt voor in Korea en Japan.